# Бюндхен, Жизель
Жизель Каролин Нонненмахер Бюндхен (порт.-браз. Gisele Caroline Nonnenmacher Bündchen, род. 20 июля 1980, Оризонтина, Бразилия) — бразильская супермодель, фотомодель, защитница окружающей среды, актриса, писательница и бизнесвумен. С 2004 года по 2016 год являлась самой высокооплачиваемой моделью в мире. Также известна как одна из бывших ангелов «Victoria's Secret». В апреле 2015 года Бюндхен объявила о завершении карьеры модели. Попала в Книгу рекордов Гиннесса.

## Биография
Родилась в небольшом городке Оризонтине, штат Риу-Гранди-ду-Сул на юге Бразилии. Её предки — эмигранты из Германии, которые поселились здесь в XIX веке. В подростковом возрасте Жизель мечтала о профессиональной спортивной карьере. Играла в волейбольной команде Sogipa.
У неё есть пять сестёр: Ракель (Raquel), Гразиела (Graziela), Габриела (Gabriela), Рафаэла (Rafaela) и Патрисия (Patrícia) (Патрисия родилась в один день с Жизель, на пять минут раньше). Каждая из её сестер пошла по стопам Бюндхен и стала моделью, но ни одна из девушек не сделала успешную карьеру.
Карьеру фотомодели начала в 14 лет, когда она сидела со своими друзьями в местном Макдоналдсе и на неё обратил внимание сидевший неподалёку представитель модельного агентства Elite Management. Он сразу же предложил ей попробовать себя в индустрии моды, которое она всё же приняла. Позже она призналась, что дала согласие из-за перспективы получать за эту работу неплохие деньги.
С тех пор карьера начала набирать обороты. Она принимала участие в рекламных кампаниях таких известных брендов, как Ralph Lauren, Dolce & Gabbana, Versace, Valentino, Céline, Gianfranco Ferre и Chloé.
Она появлялась на обложках авторитетных изданий как Vogue, Marie Claire, Harper’s Bazaar, Allure и Rolling Stone.
Модель снялась в двух фильмах — «Нью-Йоркское такси» и «Дьявол носит Prada».
Также она записала музыкальный клип совместно с Бобом Синклером под названием «Heart of Glass».
Кроме этого, у неё есть собственная марка нижнего белья Gisele Intimates, которое она лично демонстрирует в рекламных кампаниях.
В 14 лет Жизель Бюндхен заняла второе место на конкурсе Elite Model Look в Сан-Паулу. С 2002 по 2006 год Бюндхен являлась ангелом Victoria's Secret.

## Личная жизнь
С 2000 по 2005 год встречалась с актёром Леонардо Ди Каприо. В 2004 году Бюндхен и Ди Каприо вошли в число самых красивых пар по версии журнала People.
С 26 февраля 2009 года Жизель замужем за игроком в американский футбол Томом Брэди (род. 1977), с которым она встречалась два года перед их свадьбой. У супругов двое детей —  сын Бенджамин Рейн Брэди (род.08.12.2009) и дочь Вивиан Лейк Брэди (род.05.12.2012). В октябре 2022 года пара объявила о разводе. 28 октября 2022 года Бюндхен и Брэди завершили развод после 13 лет брака.
В октябре 2024 года Бюндхен объявила о беременности от своего бойфренда Хоакима Валенте

## Фильмография
- 2004 — Нью-Йоркское такси / Taxi
- 2006 — Дьявол носит Prada  — Сирина, сотрудница редакции Подиума, подруга Эмили

## Благотворительная и общественная деятельность

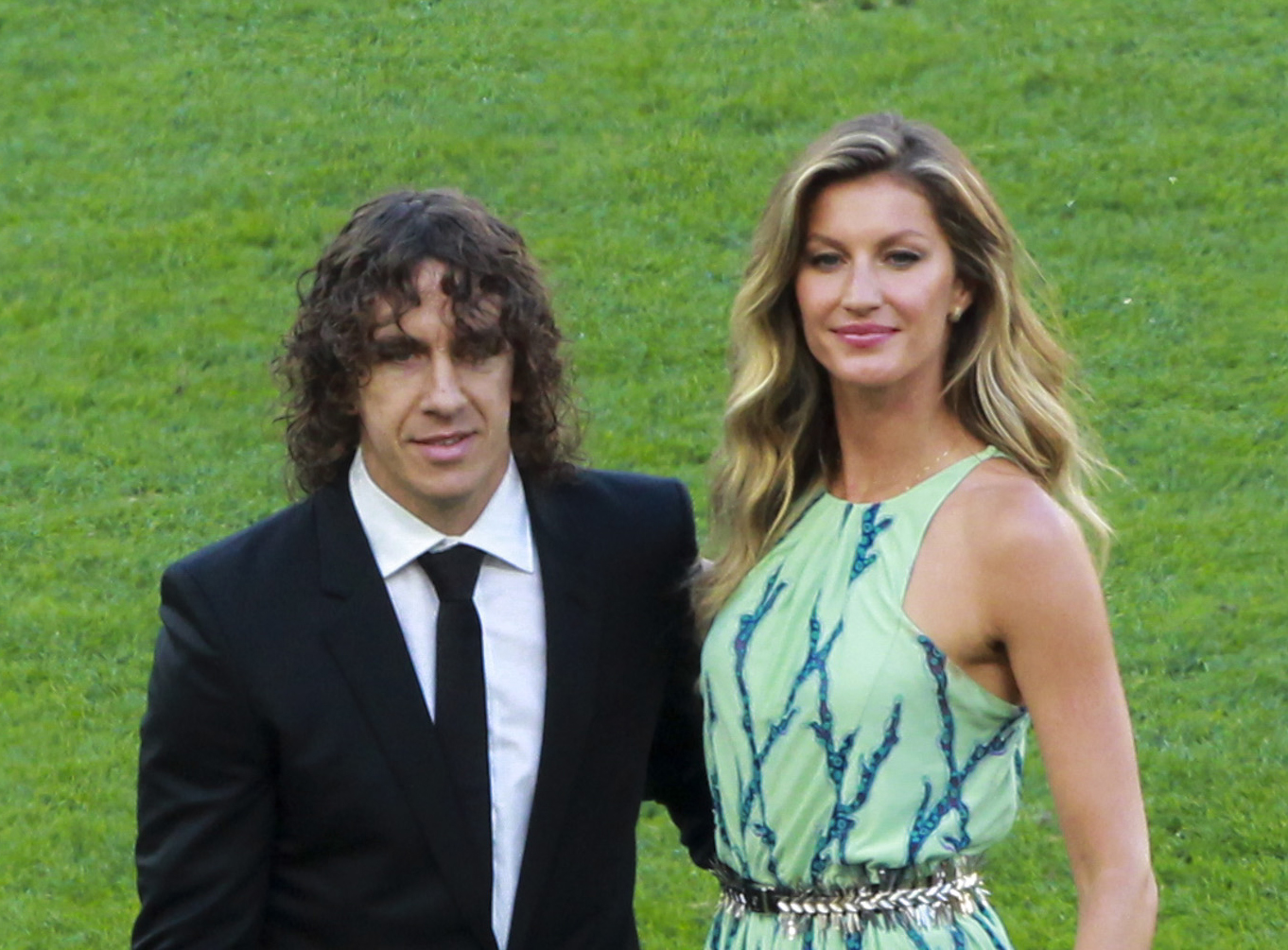
На церемонии закрытия Чемпионата мира по футболу 2014 с испанским футболистом Карлесом Пуйолем

Жизель выставила свои ювелирные изделия — два бриллиантовых кольца 6 и 3,5 карат — на аукционе Кристис, выручка от продажи пошла в благотворительную организацию Diamond Empowerment Fund, занимающуюся сбором средств на образовательные инициативы в африканских странах-экспортёрах алмазов. Аукцион состоялся 15 октября 2008 г. Ранее, в 2003 г., модель продала c аукциона коллекцию украшений в форме платиновых сердец собственного дизайна, созданных при сотрудничестве с ювелирным домом «Platinum Guild International» и журналом «Harper’s Bazaar». Приобретённые средства были переданы Детской клинике Св. Иуды (г. Мемфис, США). Клиника имеет традицию не отказывать в лечении никому, включая малообеспеченные семьи.
Жизель Бюндхен стала одной из знаменитостей, оставивших автограф на особых ай-подах, которые были выставлены на аукцион в помощь пострадавшим от урагана «Катрина».
Модель уделяет внимание к помощи больным СПИДом в Африке. В 2006 году Жизель приняла участие в кампании «I Am African», она стала одной из знаменитостей, чьи фотоснимки с раскрашенными на африканский манер лицами вошли в альбом, призванный повысить внимание общественности к этой проблеме. В 2009 году Жизель появилась на обложках в более 30 национальных изданий журнала «Elle» в разных странах, рекламируя товары специальной благотворительной торговой марки «(Product) Red», часть доходов от которых поступают в Глобальный фонд борьбы со СПИДом, туберкулёзом и малярией. Ранее, в 2006 году, она участвовала в продвижении линии «красных» кредитных карт «American Express» с процентными отчислениях на благотворительные нужды от каждого платежа по тому же лейблу.
17 октября 2008 года Жизель Бюндхен поработала в роли официантки во время Дня Благодарения в бостонской некоммерческой организации «Goodwill Center», занимающейся образованием и трудоустройством.
С 20 сентября 2009 года модель является Послом Доброй воли ЮНЕП, с тех пор Жизель занимается освещением экологических проблем на своём сайте и блоге, в том числе, в духе энвайронментализма. Жизель сотрудничает со многими экологическими организациями и проектами, в число которых входят:
- «Agua Limpa» («Чистая вода») — семейный проект Жизель, направленный на восстановление рипарианских лесов, консервацию почв и борьбу с загрязнением воды на территориях муниципалитетов Оризонтина и Тукундува в Риу-Гранди-ду-Сул[30]
- «Rainforest Alliance» (Бюндхен входит в совет директоров) — сохранение биоразнообразия.
- «Ipanema» — линия сандалий с дизайном Бюднхен, на 99 % произведённых из утилизированных материалов, часть выручки от продаж поступает в программу «Florestas do Futuro» («Леса будущего») по восстановлению бразильских лесов Амазонии и Атлантического побережья[31], а также в проект TAMAR по защите бразильских морских черепах. Программа позволила посадить 25 000 побегов 100 видов растений, тем самым озеленить площадь в 15 га[32]
- Instituto Socioambiental (ISA) — проекты по сохранению водных ресуров Y Ikatu Xingu (река Шингу) и De Olho nos Mananciais (город Сан-Паулу).
- Nascentes do Brasil — проект бразильского отделения Всемирного фонда дикой природы по защите и восстановлению речных водосборов.

В 2009 г. Жизель приняла участие в организованной ООН общественной кампании Seal the Deal! за принятие справедливого решения по климату на Копенгагенской конференции. В марте 2010 года Жизель вместе с мужем присоединилась к инициативе Всемирного фонда дикой природы и призвала принять участие по экономии электроэнергии в День Земли.
В 2010 году Жизель пожертвовала 1,5 млн долларов на нужды жертв разрушительного землетрясения на Гаити.
В 2010 году Жизель презентовала свою линию экологической косметики для лица Sejaa Pure Skincare.
В 2011 году Бюндхен получила награду - «Самая зелёная знаменитость».
В 2014 году вошла в состав комиссии по выбору официальной символики Чемпионата мира по футболу 2014 года.
В 2016 году открывала Олимпийские игры в Рио-де-Жанейро.

## Книги
Выпустила книгу по случаю 20-летия своей карьеры. В книге представлены 300 фотографий модели, включая откровенные фотографии.
Книга Бюндхен «Lessons. Мой путь к жизни, которая имеет значение» вышла в 2018 году.

## Критика
Несмотря на участие в экологических программах, Жизель сама несколько раз становилась жертвой нападок со стороны зелёных. Так, активисты PETA критиковали модель за участие в рекламах одежды из шерсти животных и даже в 2002 г. провели акцию протеста во время её дефиле. Также критиками отмечалось, что Жизель, выступая за развитие экологически чистых источников топлива, решила учиться летать на вертолёте Robinson R44 с «грязным» двигателем.

### В социальных сетях
- Видеоканал Жизель Бюндхен на YouTube
- giselebundchenblog
- Жизель Бюндхен в X  (порт.)